# Saudades
Saudades este un oraș în Santa Catarina (SC), Brazilia.